# Save Rock and Roll
Save Rock and Roll è il quinto album in studio dei Fall Out Boy, pubblicato il 15 aprile 2013. È il secondo album della band a raggiungere la prima posizione nella Billboard 200. Nella sua prima settimana ha venduto circa 154 000 copie nei soli Stati Uniti.

## Il disco
Dopo diversi tour e una reazione mista da parte dei fan nei confronti del quarto album della band Folie à Deux (2008), i membri dei Fall Out Boy decisero di prendersi una pausa verso la fine del 2009. Durante la pausa ogni membro del gruppo si dedicò a progetti musicali differenti. La band ritenne necessario specificare che la pausa non era in realtà uno scioglimento, promettendo di ritornare insieme in futuro.
L'album è stato registrato nell'autunno 2012. Il primo singolo estratto dall'album, My Songs Know What You Did in the Dark (Light Em Up), è stato certificato triplo disco di platino negli Stati Uniti per aver venduto oltre 3 milioni di copie e ha riscosso un grande successo a livello internazionale. Il video del singolo ha dato inizio a una lunga serie di cortometraggi, che ha continuato con un video musicale realizzato per ogni singola traccia presente nell'album e si è conclusa con quello dell'omonima Save Rock and Roll, pubblicato nel maggio 2014.
L'album ha ricevuto commenti positivi sin dalla sua pubblicazione, ed è stato seguito da un tour estivo in Europa e un tour autunnale nelle arene statunitensi denominato "Save Rock and Roll Arena Tour", durante il quale i Fall Out Boy sono stati supportati dai Panic! at the Disco. Nell'estate 2014 la promozione dell'album è ripresa con il "Monumentour", una serie di concerti per tutti gli Stati Uniti organizzata con i compatrioti Paramore e con il supporto del gruppo danese New Politics.

## Tracce
1. The Phoenix – 4:04
2. My Songs Know What You Did in the Dark (Light Em Up) – 3:08
3. Alone Together – 3:23
4. Where Did the Party Go – 4:03
5. Just One Yesterday (feat. Foxes) – 4:04
6. The Mighty Fall (feat. Big Sean) – 3:32
7. Miss Missing You – 3:30
8. Death Valley – 3:46
9. Young Volcanoes – 3:24
10. Rat a Tat (feat. Courtney Love) – 4:02
11. Save Rock and Roll (feat. Elton John) – 4:41

Traccia bonus nell'edizione giapponese
1. My Songs Know What You Did in the Dark (Light Em Up) (2 Chainz Remix) – 3:31

## Formazione
Fall Out Boy
- Patrick Stump – voce, chitarra ritmica, piano, programmazione
- Joe Trohman – chitarra solista, programmazione
- Pete Wentz – basso, cori
- Andy Hurley – batteria, percussioni

Altri musicisti
- Big Sean – voce in The Mighty Fall
- Courtney Love – voce in Rat a Tat
- Elton John – voce in Save Rock and Roll
- Foxes – voce in Just One Yesterday
- Butch Walker – cori, percussioni, programmazione
- Jake Sinclair – cori, percussioni, programmazione
- Rob Mathes – direttore d'orchestra e arrangiamenti orchestrali in The Phoenix e Save Rock and Roll
- London Symphony Orchestra – orchestrazione in The Phoenix e Save Rock and Roll

Produzione
- Butch Walker – produzione
- Fall Out Boy – co-produzione
- Jake Sinclair – ingegneria
- Todd Stopera – assistenza ingegneria
- Laura Sisk – ingegneria in My Songs Know What You Did in the Dark (Light Em Up) e The Mighty Fall
- Grant Wndrbrd Michaels – ingegneria in Rat a Tat
- Peter Asher – produzione in Save Rock and Roll
- Matt Still – ingegneria in Save Rock and Roll
- Manny Sanchez – ingegneria e produzione in Miss Missing You e Rat a Tat
- Dave Sardy – missaggio
- Mark "Spike" Stint – missaggio My Songs Know What You Did in the Dark (Light Em Up)
- Matty Green – assistenza missaggio in My Songs Know What You Did in the Dark (Light Em Up)
- Greg Calbi – mastering
- Joe Laporta – mastering in The Mighty Fall, Rat a Tat e Save Rock and Roll

## Classifiche
| Classifica (2013)         | Posizione massima |
| ------------------------- | ----------------- |
| Australia                 | 2                 |
| Austria                   | 10                |
| Danimarca                 | 27                |
| Finlandia                 | 37                |
| Francia                   | 25                |
| Irlanda                   | 4                 |
| Norvegia                  | 40                |
| Nuova Zelanda             | 2                 |
| Paesi Bassi               | 48                |
| Regno Unito               | 2                 |
| Spagna                    | 67                |
| Stati Uniti               | 1                 |
| Stati Uniti (alternative) | 1                 |
| Stati Uniti (digital)     | 1                 |
| Stati Uniti (rock)        | 1                 |
| Svizzera                  | 31                |